# 米艦コール襲撃事件

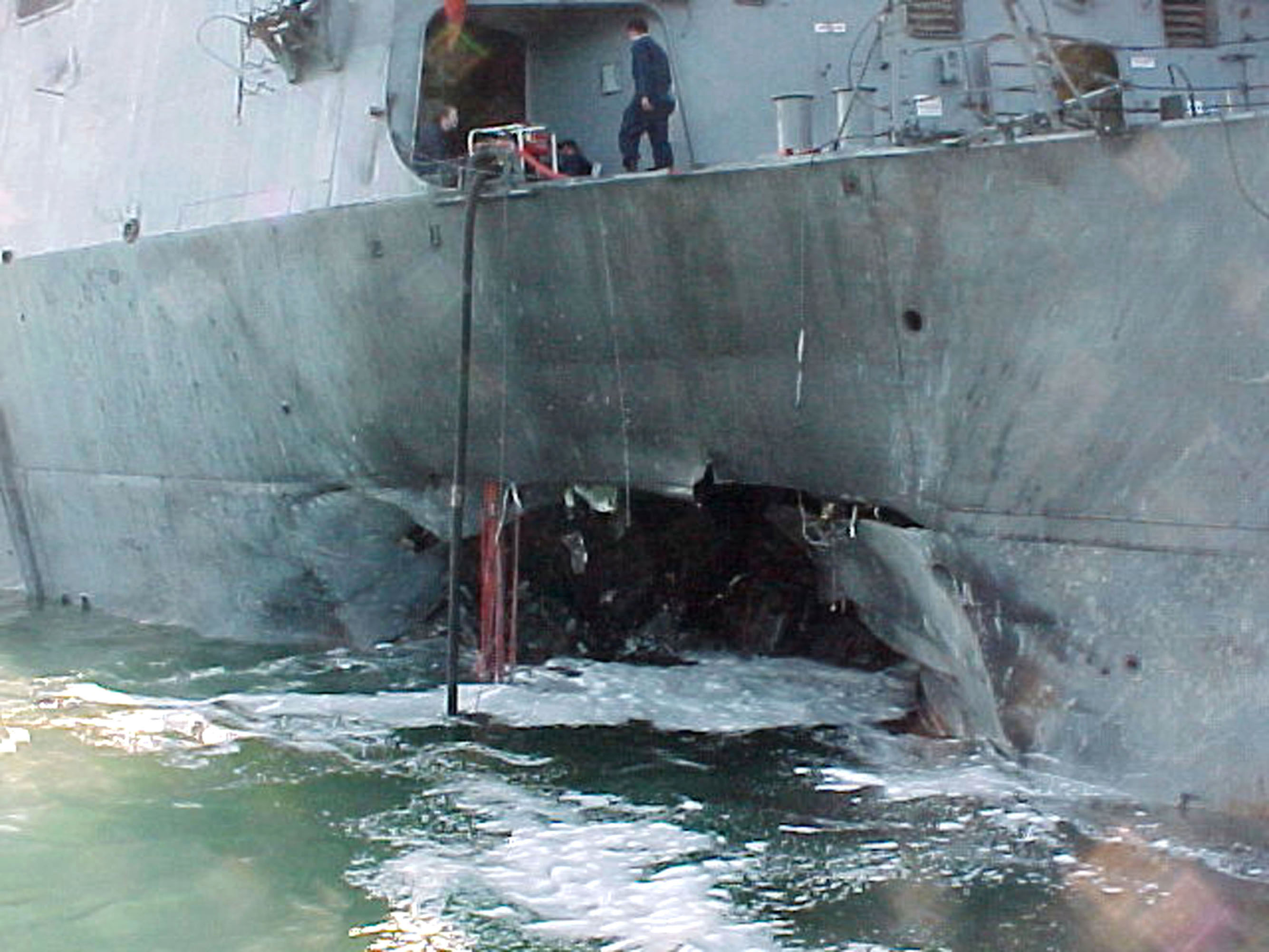
コールの損傷部分

米艦コール襲撃事件（べいかんコールしゅうげきじけん）は、2000年10月12日に発生した、国際テロ組織アルカーイダによるアメリカ海軍所属のアーレイ・バーク級ミサイル駆逐艦「コール」（USS Cole, DDG-67）に対する自爆攻撃である。

## 概要

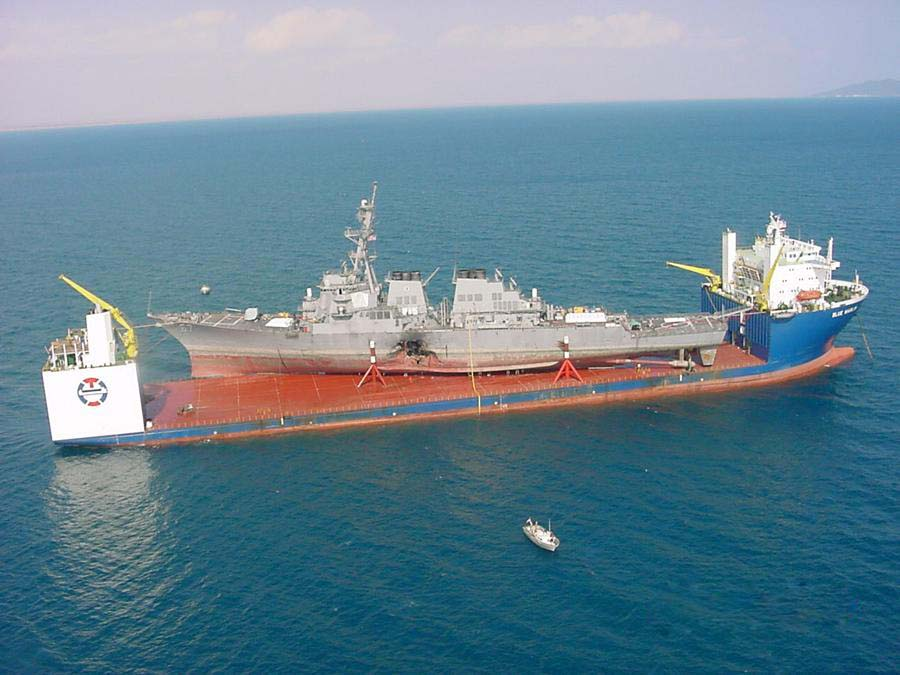
コールを運搬中の重量物運搬船「ブルー・マーリン」

2000年10月12日、ミサイル駆逐艦「コール」（艦長、カーク・リッポルド中佐（CDR, Kirk Lippold）は定時燃料補給のため、イエメンのアデン港に停泊中であった。09:30に係留作業を完了し、燃料補給は10:30に開始された。現地時間11:18（08:18 UTC）、小型ボートが艦の左舷に接近し、自爆した。爆発によって左舷に12x18mの破孔が生じ、艦は大きく損傷した。これにより大量の浸水が発生し、ダメージコントロールの努力によりその日の晩までに機関部への浸水を食い止めることに成功したが、完全に浸水を止めるには3日間を要した。浸水を食い止めた後にダイバーが船体を検査したが、竜骨の損傷は認められなかった。
自爆攻撃は2名のテロリスト、イブラヒム・アル＝サウアとアブドラ・アル＝ミサワによって行われた。彼らは、オサマ・ビンラディンの率いるテロ組織、アルカーイダのメンバーであった。アルカーイダは同年1月3日に同じアデン港でミサイル駆逐艦「ザ・サリヴァンズ」を同様の自爆攻撃で撃沈する予定であったが、ボートに搭載した爆薬の量が多すぎて失敗していた。そのため、マレーシアのクアラルンプールで1月5日から極秘裏に行われたアルカーイダの最高首脳会議で改めて計画が策定された。
攻撃は、ガラス繊維強化プラスチック製の小型ボートを用い、被害の規模から算定されたところでは約180kgから320kgの爆薬を搭載しており、爆薬は成形炸薬として加工されていたと推定されている。
この自爆攻撃により17名の水兵が死亡し、39名が爆風で負傷した。負傷者はドイツのラムシュタイン空軍基地にあるラントシュトゥール戦域医療センター（LRMC）に搬送され、その後本国へ帰還した。
ミサイル駆逐艦「ドナルド・クック」（USS Donald Cook, DDG-75）およびミサイルフリゲート「ハウズ」（USS Hawes, FFG-53）が全速力でその日の午後にアデン港に到着し、修理と兵站援助を行った。艦隊航洋曳船「カターバ」（USS Catawba, ATF-168）、高速戦闘支援艦「カムデン」（USS Camden, AOE-2）、ドック型揚陸艦「アンカレッジ」（USS Anchorage, LSD-36）、ドック型輸送揚陸艦「ダルース」（USS Duluth, LPD-6）、強襲揚陸艦「タラワ」（USS Tarawa, LHA-1）が数日内にアデン港に到着し、監視交代要員の提供、港内のセキュリティ、補修設備の提供、「コール」乗組員のための食料、宿泊設備の提供を行った。
コールは、ノルウェーの重量物運搬船「ブルー・マーリン」によってアデン港から搬送された。艦は2000年12月24日にミシシッピ州パスカグーラに到着して大規模修理が施され、2003年に復帰した。

## 事件の影響
「コール」は、イージスシステムを搭載したミサイル駆逐艦（イージス艦）であったが、自爆用小型ボートなどの民間擬装船は、優れたレーダーを持つ大型艦にも接近攻撃が可能である事が認識され、沿海域戦闘においては安価な武器でも高価格・高性能な艦に近寄り、大きな損害を与えうる危険性があり、イージス艦の盲点が浮き彫りにされた。
この様な偽装小型ボートに対しての回避性は、高額大型な艦艇よりも小型艦が有利である事も認められ、小型かつ低コストで量産可能な「沿海域戦闘艦」が研究され、実証試験された。